# حسن مزارجي
حسن مزارجي (ولد في 11 مايو 1954، أيدين بينار ، دزجة) هو زعيم طائفة تركية وسياسي سابق، معروف بآرائه الأصولية، ثم ادعاؤه أنه المسيح والدعوة لنفسه.

## حياته
وُلِد حسن مزارجي في قرية آيدين بينار في دزجة كطفل لعائلة جورجية تنتمي إلى سلالة جوجيتيدزه الذين هاجروا من الأراضي الجورجية التاريخية إلى الدولة العثمانية بعد الحرب العثمانية الروسية 1877-1878. بعد المدرسة الابتدائية، حفظ القرآن الكريم في دورة القرآن الكريم المركزية في دزجة ودخل مدرسة الأئمة والخطباء. بعد تخرجه من المدرسة، التحق بجامعة أنقرة. تلقى أيضًا تعليمًا في المدرسة الدينية. وتعلم اللغة العربية والتفسير والحديث وعلم الكلام.
عمل خلال فترة دراسته مؤذناً وإماماً وموظفاً حكومياً في رئاسة الشؤون الدينية ووزارة الزراعة. بدأ حياته المهنية كمفتي في منطقة إيليسكيرت في أغري. وأكمل خدمته العسكرية فيما بعد. كان يؤدي واجبه كضابط احتياطي أثناء فترة الأحكام العرفية. وشغل منصب ضابط الصحافة والعلاقات العامة في قيادة الفيلق. بعد انتهاء خدمته العسكرية عُين مفتيًا لمنطقة أكيازي في سقارية. عُين لاحقًا في منطقة عمرانية في إسطنبول. عمل في أكيازي لمدة 5 سنوات وفي عمرانية لمدة 3.5 سنوات. وقد تجاوزت خدمته في الخدمة المدنية خمسة عشر عاماً، منها تسعة أعوام مفتياً.
رشحه حزب الرفاه في إسطنبول، حيث كان مفتيًا، ودخل الجمعية الوطنية التركية الكبرى. وقد لفت ميزارجي الانتباه بسبب طرحه للقضايا المثيرة للجدل المتعلقة بالتاريخ الحديث على جدول أعمال البرلمان، وإهاناته لأتاتورك في مؤتمراته وخطاباته المناهضة للعلمانية، ولهذا السبب طرد من حزبه. ثم حكم عليه بالإعدام من قبل المحكمة الجنائية العليا الخامسة في أنقرة بسبب إهانته لأتاتورك. وحكمت عليه المحكمة الجنائية الابتدائية بالسجن لمدة عام نهائيًا، وبعد عودته إلى تركيا من ألمانيا، حيث عاش هناك لمدة 3 سنوات تقريبًا، اعتقل في سجن إيبسالا المغلق في أدرنة لقضاء عقوبته. وبعد أن أمضى نحو ثلاثة أشهر في السجن وفقاً لأحكام قانون تنفيذ العقوبات، أُفرج عنه في 6 مايو/أيار 2002.
وقد لوحظ أن مزارجي دخل في فترة من الانطواء والوحدة، بدءًا من فترة سجنه. وفي مقابلة أجريت معه في 25 نوفمبر 2000، ذكر مزارجي أن الله أبلغه بأنه المسيح يسوع أثناء وجوده في السجن قبل ثلاث سنوات، وأعلن أنه سيقوم بواجبه مع رسله.
في 11 يناير 2012، أرسل رسائل إلى الرئيس التركي آنذاك عبد الله جول والبطريرك اليوناني برثلماوس الأول، وفي 24 يناير 2012، إلى رئيس الوزراء التركي آنذاك رجب طيب أردوغان، يحثهم على الإيمان به. في 25 يوليو 2017، في حفل زفاف ابنته، أعلن مزارجي عبر حسابه على مواقع التواصل الاجتماعي، قائلاً: "أقيمت أمس أول صلاة جمعة في البيت المقدس الذي بُني بأمر الله تعالى، وعُقد قران حمل الله وعروسه كما ورد في الكتاب المقدس".
وواصل مزارجي في مسقط رأسه دزجة، أنشطته مع جماعته، الذين يدعي أنهم تلاميذه (شهوده)، من خلال موقعه الإلكتروني وحساباته على وسائل التواصل الاجتماعي. ويحتفل بعيد ميلاده كل عام في ليلة 25 ديسمبر (عيد الميلاد).